# Laboratoire bordelais de recherche en informatique
« LaBRI » redirige ici. Pour l’article homophone, voir L'Abri.
Le Laboratoire Bordelais de Recherche en Informatique (LaBRI) est une unité mixte de recherche du CNRS (UMR 5800) installée sur le domaine universitaire de Talence-Pessac-Gradignan. Ses tutelles sont l'Université Bordeaux, le CNRS INS2I et Bordeaux INP. Depuis 2002, il est partenaire du centre Inria de l'Université de Bordeaux.
En 2024, on peut considérer qu’il réunit environ 300 personnes, dont 110 enseignants chercheurs (Université de Bordeaux, Bordeaux INP), 40 chercheurs (CNRS et Inria), 20 personnels administratifs et techniques (Université de Bordeaux, Bordeaux INP, CNRS, Inria) et plus de 100 doctorants, post-doctorants et ingénieurs contractuels.
Ses missions s'articulent autour de trois axes principaux : recherche, formation et transfert. La recherche menée au LaBRI est aussi bien fondamentale que finalisée. Elle cible le domaine de l’informatique au sens large. La formation se fait essentiellement via le doctorat mais aussi via des actions de diffusion auprès des publics plus jeunes. Le transfert est réalisé par des collaborations avec des industriels et aussi par la création de startup.
Le LaBRI est fortement ancré à son écosystème. Notamment, le soutien du Conseil Régional d'Aquitaine à travers l'extension du bâtiment, des équipements et des bourses de thèse et post-doctorants, a été une des briques essentielles de son développement.
Depuis son extension en 2005, le laboratoire occupe trois niveaux, pour une superficie de 5 000 m2.